# Serra da Mantiqueira
A serra da Mantiqueira é uma cadeia montanhosa que se estende por três estados do Brasil: São Paulo, Minas Gerais e Rio de Janeiro.
A serra tem uma formação geológica datada da era arqueana que compreende um maciço rochoso que possui grande área de terras altas, entre mil e quase três mil metros de altitude, ao longo das divisas dos estados de Minas Gerais, São Paulo e Rio de Janeiro. Na serra da Mantiqueira existem diversas unidades de conservação, como a área de proteção ambiental serra da Mantiqueira, o Parque Nacional do Itatiaia, e os parques estaduais da serra do Brigadeiro, da serra do Papagaio e de Campos do Jordão.
Cerca de 10% da serra encontra-se no estado do Rio de Janeiro, 30% no estado de São Paulo, e os demais 60% estão localizados em Minas Gerais. A serra extende-se desde a região onde está o município mineiro de Barbacena e de lá inclina-se para o sudoeste até se encontrar com as divisas com o estado do Rio de Janeiro e logo após, com São Paulo, trechos nos quais torna-se um divisor natural com o estado de Minas Gerais até as mediações finais de Joanópolis e Extrema e, por fim, esta adentra no estado de São Paulo, até o município de Bragança Paulista.

## Etimologia

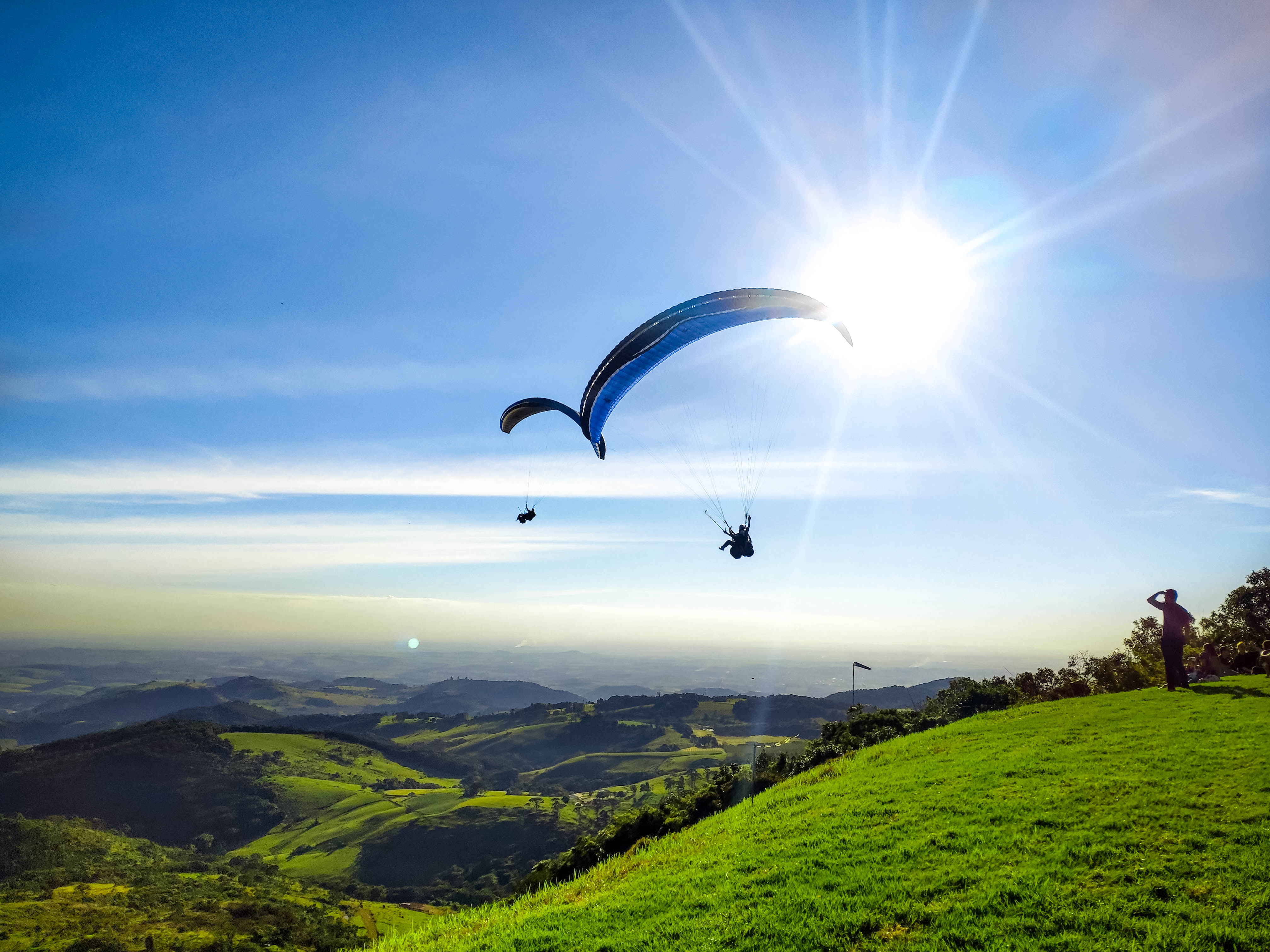
Área de Proteção Ambiental Serra da Mantiqueira no Pico do Gavião, localizado entre os municípios de Águas da Prata e Andradas

"Mantiqueira" é um termo de origem tupi que significa "gota de chuva", através da junção dos termos amana (chuva) e tykyra (gota).
Seu nome dá ideia da grande importância da serra como fonte de água potável, formação de rios que abastecem um grande número de cidades da Região Sudeste do Brasil. Seus riachos formam o rio Jaguari, responsável pelo abastecimento da região norte da Grande São Paulo, o rio Paraíba do Sul, que corta uma região densamente habitada e altamente industrializada no eixo Rio-São Paulo, o rio Grande, que é parte integrante do maior complexo hidroelétrico do país.
Nos planaltos dos contrafortes ao norte da serra, os quais que adentram o estado de Minas Gerais, estão localizadas importantes fontes de águas minerais em Baependi, Caxambu, Conceição do Rio Verde, Itamonte, Passa Quatro, Pocinhos do Rio Verde (em Caldas), Poços de Caldas, Pouso Alto, e São Lourenço. Em sua face sul temos as fontes de Águas da Prata, localizadas na serra do Cervo.

## Localização e extensão
O maciço da serra da Mantiqueira possui aproximadamente 500 km de extensão e se inicia próximo à cidade paulista de Bragança Paulista e segue para o leste  delineando as divisas dos três estados brasileiros até a região do Parque Nacional do Itatiaia onde adentra Minas Gerais até a cidade de Barbacena. A partir daí, uma continuação pode ser considerada, pois a mesma desvia para o norte até a serra do Brigadeiro, no leste de Minas Gerais, chegando a aproximar-se do Parque Nacional do Caparaó.

Seu ponto culminante é a Pedra da Mina, com 2 798 metros, na divisa dos estados de Minas Gerais e São Paulo e seu ponto de transposição mais baixa é a Garganta do Embaú, por onde passaram os bandeirantes durante suas incursões ao interior de Minas Gerais.

### Na descoberta de ouro em Minas Gerais

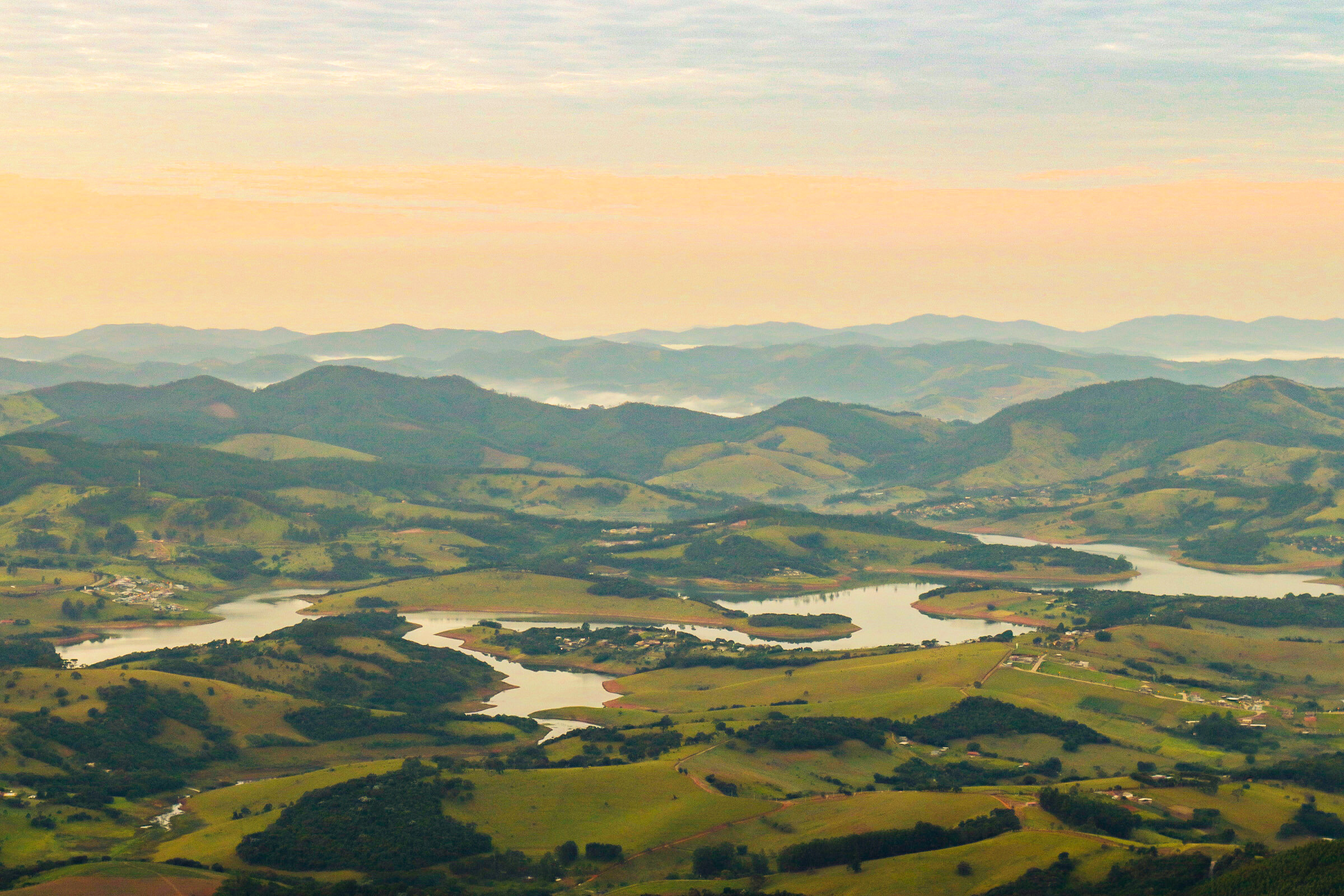
Parte da Serra da Mantiqueira no Pico do Lopo, localizado entre as cidades de Extrema (MG) e Joanópolis (SP), com a Represa Jaguari em destaque

A serra da Mantiqueira fecha sua cadeia nos últimos contrafortes do Ouro Branco, no centro do estado de Minas. Principia na serra do Espinhaço, a chamada serra Geral ou serra de Minas e se estende no sentido sul-norte até além da Bahia. Seu sistema assume para o norte os topônimos dos lugares por onde passa, serra do Ouro Preto, do Batatal, do Capanema, do Ouro Fino, do Gongo Soco, do Garimpo, da Mutuca, do Cipó, da Pedra Redonda, ao pé da qual nasce o rio Jequitinhonha. Um de seus contrafortes é a serra do Caraça, em curva quase perfeita, uma das maiores eminências da serra Geral, o cabeço mais alto de sua linha dorsal. Os picos do Sol e do Carapuça, frequentemente enevoados, altaneiros, erguem-se a 2 072 m (o primeiro) e a 1 955 m (o segundo).
Avistam-se a noroeste  a serra da Piedade, além a serra da Lagoa Santa; a leste as serras que abrem permeio para os rios Piracicaba e de Santa Bárbara se ligarem ao rio Doce; a oeste o rio das Velhas e seu vale, a serra do Curral d'El-Rei e o vale do rio Paraopeba; a sudeste os dois matacões característicos do Itacolomi e o declive sombrio onde corre o ribeirão do Carmo. Na serra da Mantiqueira foi encontrado ouro, durante o período colonial na região onde hoje se encontra a cidade de Conceição dos Ouros.

## Altitudes

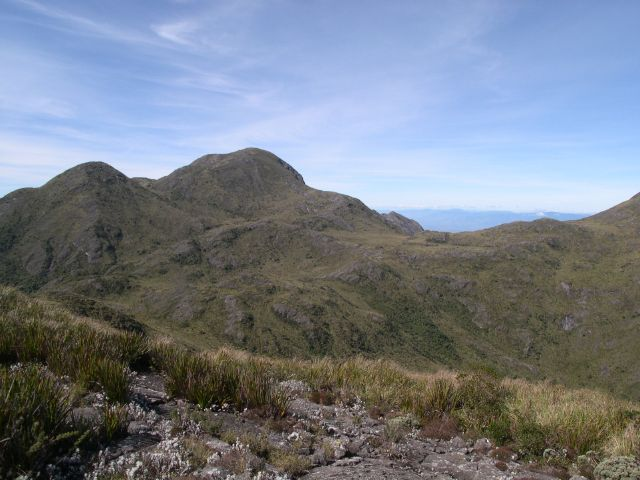
Pedra da Mina

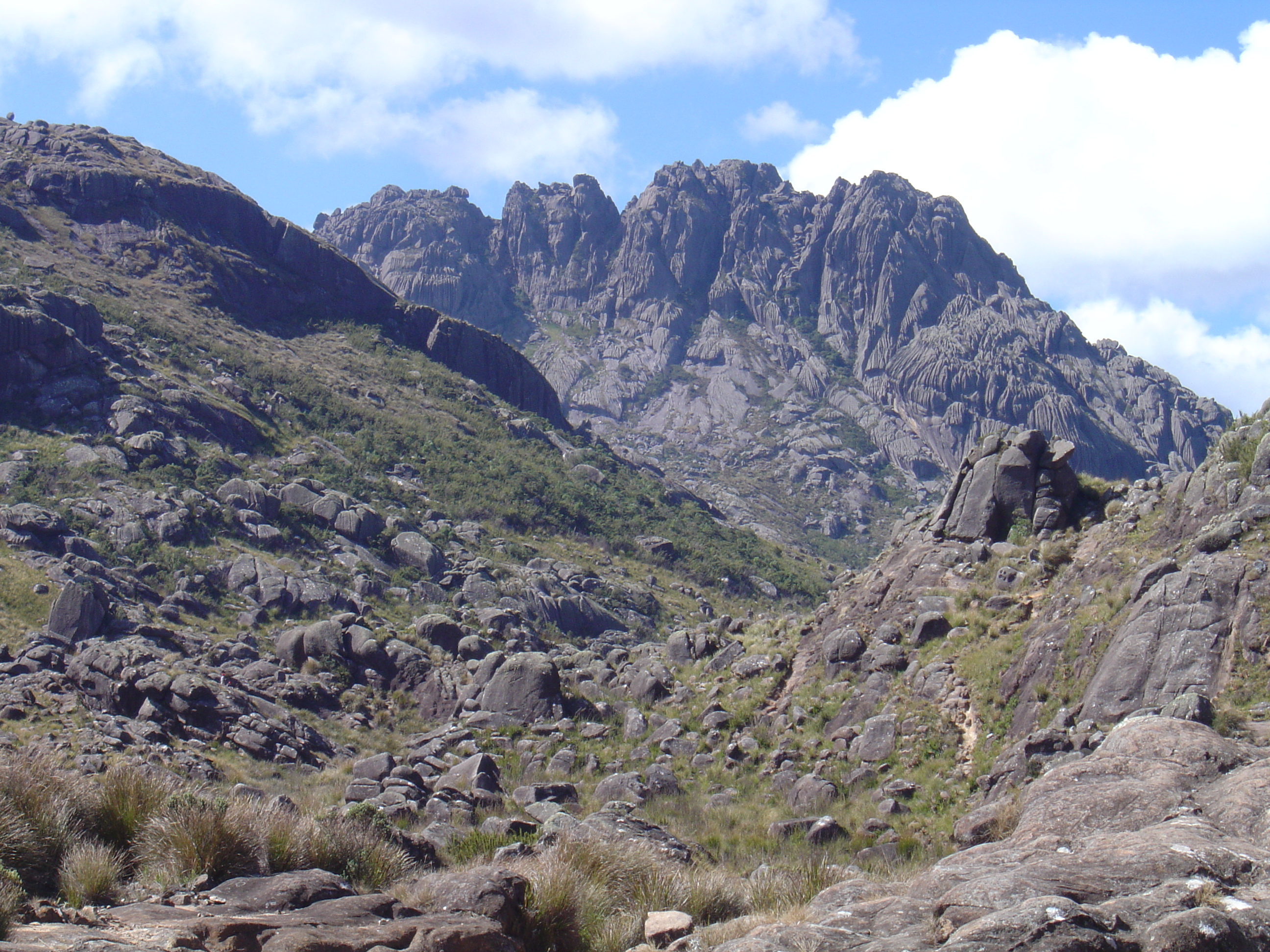
Pico das Agulhas Negras

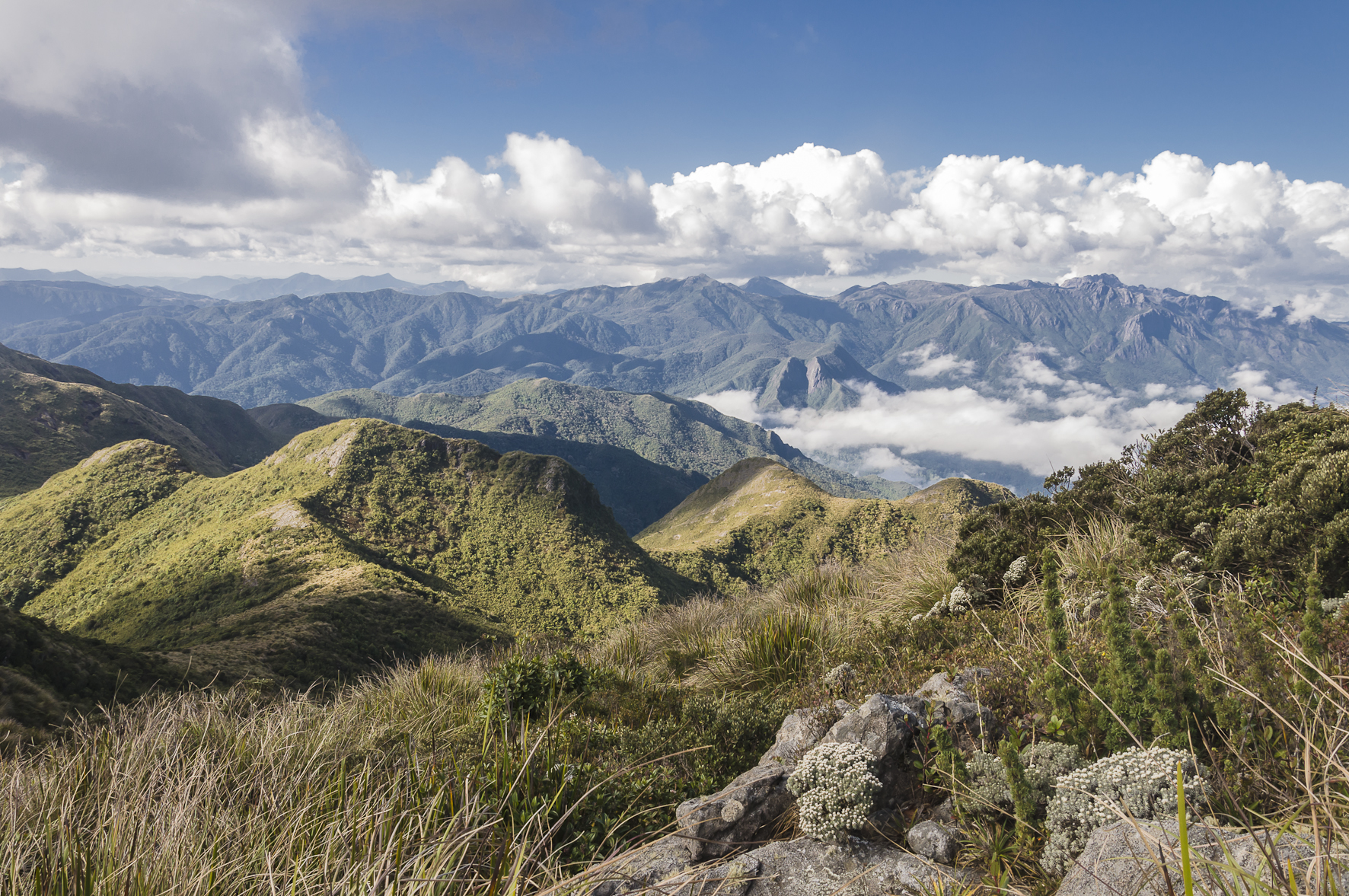
Montanhas da serra da Mantiqueira

A região da serra da Mantiqueira tem altitudes médias de 1200 a 2800 metros. A serra é popular pela prática de alpinismo, por ter picos elevados, e pelo rally. Durante o inverno, por ser uma estação seca, aumenta a procura desse esporte na serra.
Picos mais altos da Mantiqueira:
- Pedra da Mina: 2798,39 m
- Pico das Agulhas Negras: 2791,55 m
- Morro do Couto: 2680,99 m
- Pedra do Sino de Itatiaia: 2670 m
- Pico dos Três Estados: 2665 m
- Pedra do Altar: 2665 m
- Morro do Tartarugão: 2631 m
- Pico do Maromba: 2619 m
- Morro do Massena: 2609 m
- Pico da Cabeça de Touro: 2600 m
- Pico da Pedra Furada: 2589 m
- Pico da Serra Negra: 2572 m
- Alto Capim Amarelo: 2570 m
- Maciço das Prateleiras: 2548 m
- Pico Cupim do Boi: 2532 m
- Pico do Melano: 2530 m
- Alto dos Ivos: 2520 m
- Pico Dois Irmãos: 2500 m
- Pedra Cabeça de Leoa: 2483 m
- Pedra Assentada: 2453 m
- Pico dos Marins: 2420,7 m
- Pico Cabeça do Leão: 2408 m
- Pico do Garrafão ou Santo Agostinho: 2359 m
- Pico do Bandeira: 2357 m
- Pico do Itaguaré: 2308 m
- Pico da Cara de Gorila: 2281 m
- Morro do Urubu: 2270 m
- Pico do Canjica: 2240 m
- Mitra do Bispo: 2195 m
- Morro do Tamanduá: 2180 m
- Pedra do Picu: 2151 m
- Pico da Pedra Bonita: 2120 m
- Pico do Papagaio: 2105 m
- Pico do Selado: 2080 m
- Pico da Gomeira: 2068 m
- Pedra de São Domingos: 2050 m
- Pedra Partida: 2046 m
- Pico do Ataque: 2030 m
- Pico do Itapeva: 2030 m
- Pico do Rachado:2020 m
- Pico do Chapéu: 2005 m
- Pico da Pedra do Forno: 1970 m
- Chapéu do Bispo: 1955 m
- Pedra do Baú: 1950 m
- Pedra Branca: 1890 m
- Pedra Chanfrada: 1870 m
- Pico do Imbiri: 1862 m
- Pico da Pedra Selada: 1755 m
- Pico do Machadão: 1750 m
- Pico Agudo: 1703 m

## Localidades mais elevadas da Mantiqueira

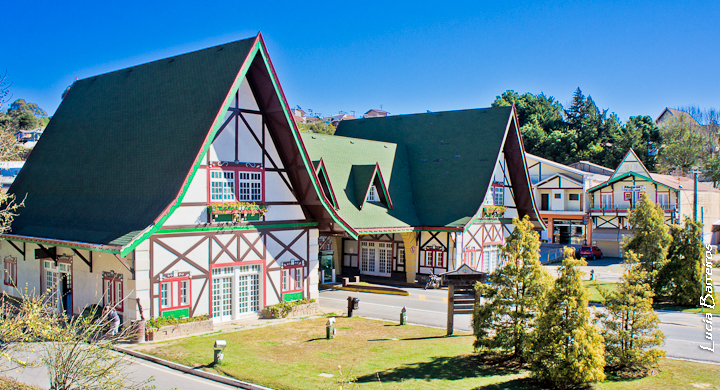
Campos do Jordão é a cidade com a sede mais elevada na serra da Mantiqueira com 1628 metros de altitude, sendo a cidade mais alta do Brasil

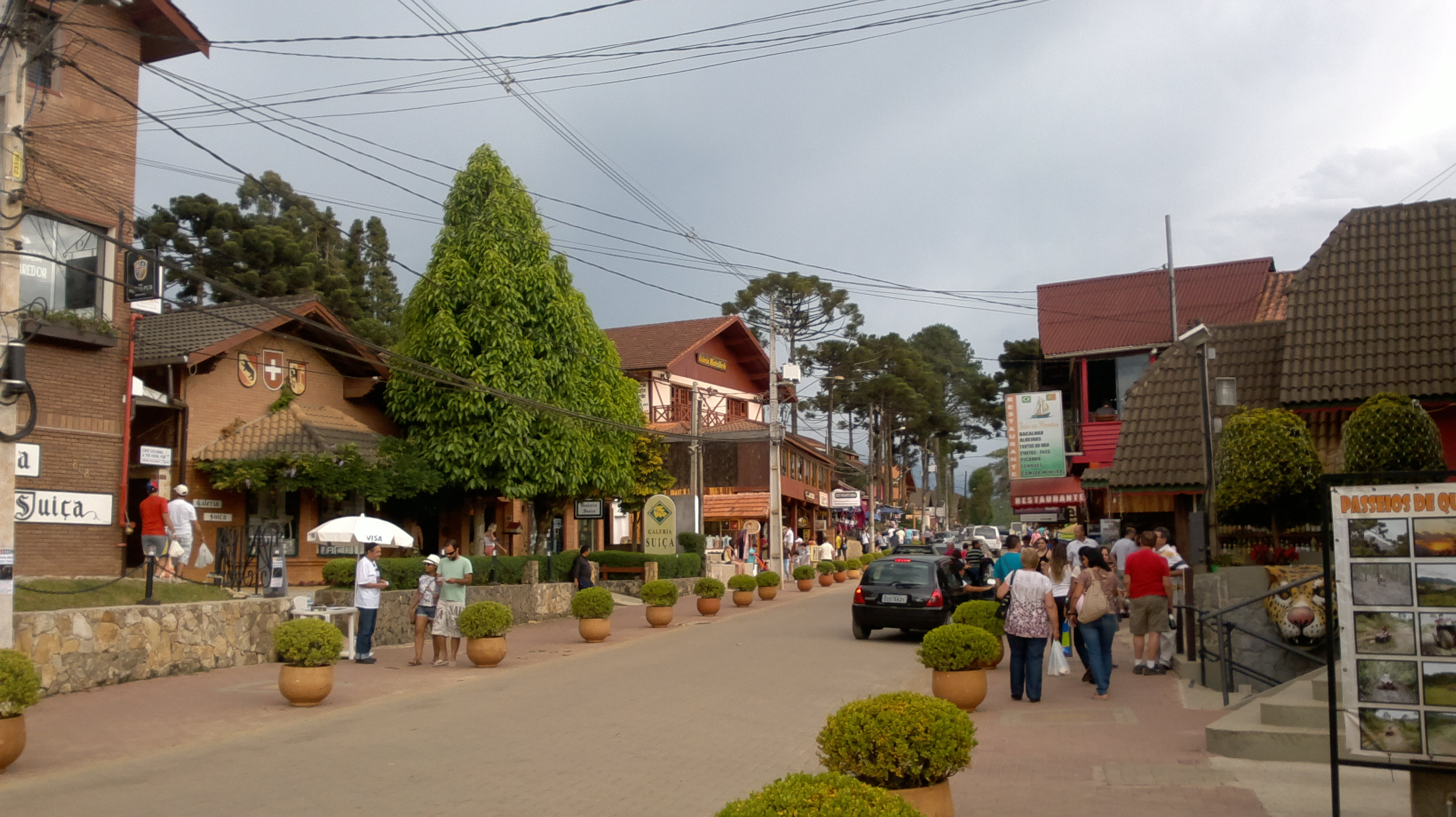
Monte Verde é a segunda localidade mais elevada da serra da Mantiqueira com 1555,5 metros de altitude e é a localidade mais elevada do estado de Minas Gerais

- Campos do Jordão: 1628 m
- Monte Verde: 1555 m
- Morangal: 1515 m
- Senador Amaral: 1498 m
- Gonçalves: 1350 m
- Augusto Pestana: 1320 m
- Marmelópolis: 1277 m
- Maria da Fé: 1258 m
- Bom Jardim de Minas: 1250 m
- Bocaina de Minas: 1210 m
- Delfim Moreira: 1207 m
- Visconde de Mauá: 1200 m
- Caldas: 1190m
- Barbacena: 1164 m
- Liberdade: 1152 m
- Alagoa:1132 m
- Carvalhos: 1092 m
- Paraisópolis: 1090 m
- Santo Antônio do Pinhal: 1080 m
- Divinolândia : 1055 m
- Arantina: 1050 m
- Camanducaia: 1015 m
- Cruzília: 1010 m
- Wenceslau Braz: 1005 m

## Picos
Lista por altitude em relação ao nível do mar.

### 2200m +
| Montanha      | Altitude (m) | Altitude (pés) | Região                             | Município                      | Coordenadas |
| ------------- | ------------ | -------------- | ---------------------------------- | ------------------------------ | ----------- |
| Pedra da Mina | 2798         | 9180           | Serra Fina/Minas Gerais, São Paulo | Passa Quatro (MG), Queluz (SP) |             |

### 2000m +
| Montanha       | Altitude (m) | Altitude (pés) | Região | Município                         | Coordenadas |
| -------------- | ------------ | -------------- | ------ | --------------------------------- | ----------- |
| Pico do Selado | 2083         | 6834           | sul    | Camanducaia (MG), Joanópolis (SP) |             |

## Clima

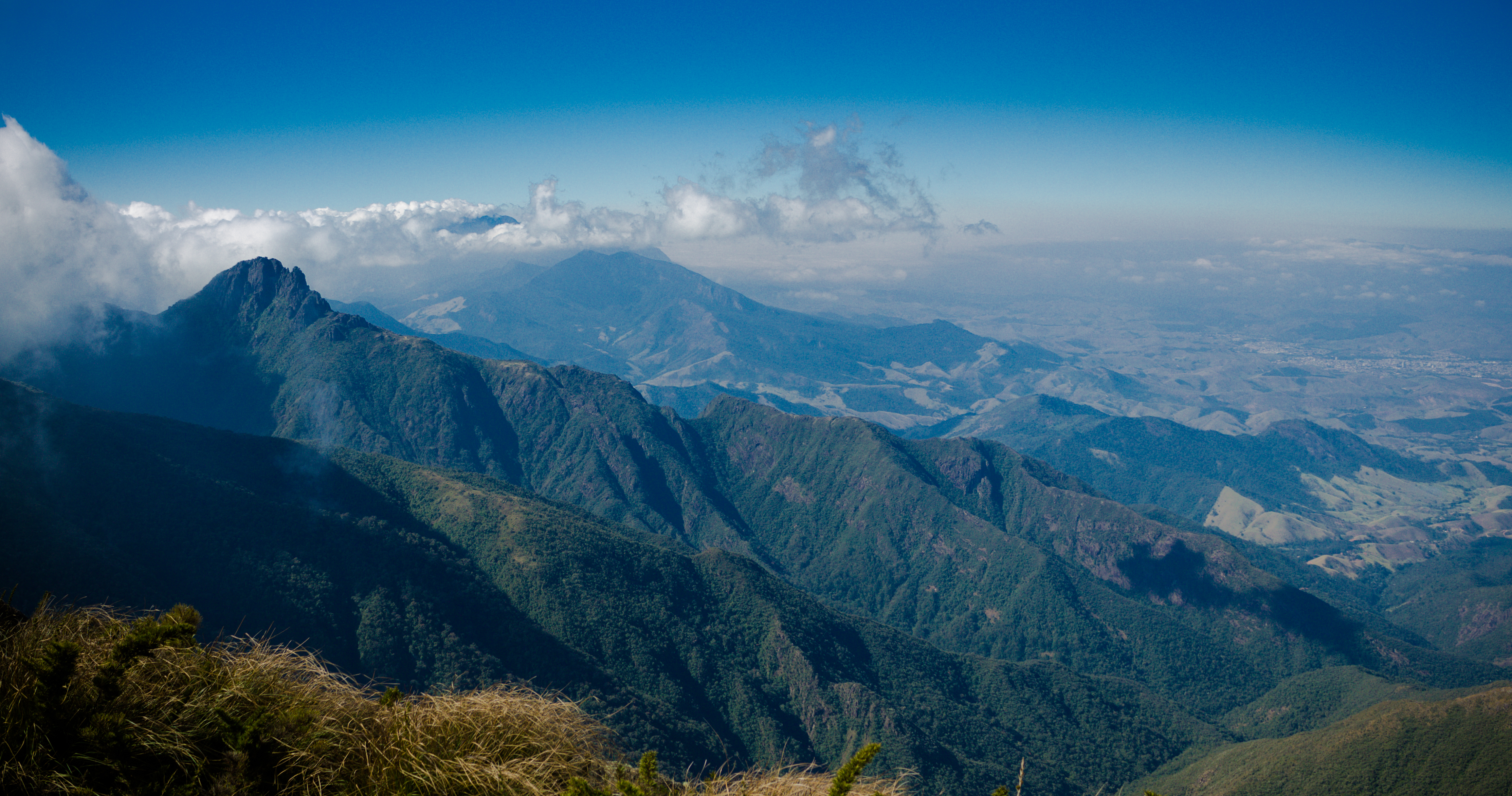
Parte da serra da Mantiqueira, no Pico dos Marins, entre Piquete e Cruzeiro, em São Paulo.

Devido à altitude, o inverno na serra da Mantiqueira tem temperaturas baixas, com a ocorrência da névoa no começo da manhã e geada frequentes, dando à paisagem a aparência das regiões de clima frio. É comum os termômetros registrarem temperaturas que chegam perto de 0 °C ou menos, sendo que a menor temperatura registrada numa cidade da serra foi de -8,4 °C em Maria da Fé no estado de Minas Gerais, em 21 de julho de 1981. Ocorrem geadas nas cidades da região.
Nos picos mais elevados da serra, o frio pode ser mais intenso e as temperaturas podem ser negativas. Há registros de precipitações de neve em picos.
Temperatura nas localidades mais altas da serra:
| Gráfico climático para Campos do Jordão, São Paulo                      | Gráfico climático para Campos do Jordão, São Paulo | Gráfico climático para Campos do Jordão, São Paulo | Gráfico climático para Campos do Jordão, São Paulo | Gráfico climático para Campos do Jordão, São Paulo | Gráfico climático para Campos do Jordão, São Paulo | Gráfico climático para Campos do Jordão, São Paulo | Gráfico climático para Campos do Jordão, São Paulo | Gráfico climático para Campos do Jordão, São Paulo | Gráfico climático para Campos do Jordão, São Paulo | Gráfico climático para Campos do Jordão, São Paulo | Gráfico climático para Campos do Jordão, São Paulo |
| ----------------------------------------------------------------------- | -------------------------------------------------- | -------------------------------------------------- | -------------------------------------------------- | -------------------------------------------------- | -------------------------------------------------- | -------------------------------------------------- | -------------------------------------------------- | -------------------------------------------------- | -------------------------------------------------- | -------------------------------------------------- | -------------------------------------------------- |
| J                                                                       | F                                                  | M                                                  | A                                                  | M                                                  | J                                                  | J                                                  | A                                                  | S                                                  | O                                                  | N                                                  | D                                                  |
| 306 23 13                                                               | 266 23 13                                          | 194 23 12                                          | 99 21 9                                            | 79 19 6                                            | 51 18 4                                            | 42 18 3                                            | 59 20 4                                            | 92 21 7                                            | 159 21 10                                          | 206 22 11                                          | 300 22 12                                          |
| Temperaturas em °C • Precipitações em mmFonte: Campos do Jordão - INMET |                                                    |                                                    |                                                    |                                                    |                                                    |                                                    |                                                    |                                                    |                                                    |                                                    |                                                    |

| Gráfico climático para Maria da Fé, Minas Gerais                   | Gráfico climático para Maria da Fé, Minas Gerais | Gráfico climático para Maria da Fé, Minas Gerais | Gráfico climático para Maria da Fé, Minas Gerais | Gráfico climático para Maria da Fé, Minas Gerais | Gráfico climático para Maria da Fé, Minas Gerais | Gráfico climático para Maria da Fé, Minas Gerais | Gráfico climático para Maria da Fé, Minas Gerais | Gráfico climático para Maria da Fé, Minas Gerais | Gráfico climático para Maria da Fé, Minas Gerais | Gráfico climático para Maria da Fé, Minas Gerais | Gráfico climático para Maria da Fé, Minas Gerais |
| ------------------------------------------------------------------ | ------------------------------------------------ | ------------------------------------------------ | ------------------------------------------------ | ------------------------------------------------ | ------------------------------------------------ | ------------------------------------------------ | ------------------------------------------------ | ------------------------------------------------ | ------------------------------------------------ | ------------------------------------------------ | ------------------------------------------------ |
| J                                                                  | F                                                | M                                                | A                                                | M                                                | J                                                | J                                                | A                                                | S                                                | O                                                | N                                                | D                                                |
| 322 25 15                                                          | 146 25 14                                        | 186 25 13                                        | 118 24 11                                        | 71 22 8                                          | 73 21 6                                          | 39 21 6                                          | 53 23 7                                          | 114 24 10                                        | 138 24 12                                        | 206 24 13                                        | 326 24 13                                        |
| Temperaturas em °C • Precipitações em mmFonte: Maria da Fé - INMET |                                                  |                                                  |                                                  |                                                  |                                                  |                                                  |                                                  |                                                  |                                                  |                                                  |                                                  |

| Gráfico climático para Monte Verde, Minas Gerais                | Gráfico climático para Monte Verde, Minas Gerais | Gráfico climático para Monte Verde, Minas Gerais | Gráfico climático para Monte Verde, Minas Gerais | Gráfico climático para Monte Verde, Minas Gerais | Gráfico climático para Monte Verde, Minas Gerais | Gráfico climático para Monte Verde, Minas Gerais | Gráfico climático para Monte Verde, Minas Gerais | Gráfico climático para Monte Verde, Minas Gerais | Gráfico climático para Monte Verde, Minas Gerais | Gráfico climático para Monte Verde, Minas Gerais | Gráfico climático para Monte Verde, Minas Gerais |
| --------------------------------------------------------------- | ------------------------------------------------ | ------------------------------------------------ | ------------------------------------------------ | ------------------------------------------------ | ------------------------------------------------ | ------------------------------------------------ | ------------------------------------------------ | ------------------------------------------------ | ------------------------------------------------ | ------------------------------------------------ | ------------------------------------------------ |
| J                                                               | F                                                | M                                                | A                                                | M                                                | J                                                | J                                                | A                                                | S                                                | O                                                | N                                                | D                                                |
| 228 24 15                                                       | 225 24 14                                        | 166 25 13                                        | 77 21 11                                         | 55 20 7                                          | 46 19 6                                          | 32 19 5                                          | 46 21 6                                          | 74 22 9                                          | 140 24 12                                        | 175 24 13                                        | 234 25 14                                        |
| Temperaturas em °C • Precipitações em mmFonte: Guia Monte Verde |                                                  |                                                  |                                                  |                                                  |                                                  |                                                  |                                                  |                                                  |                                                  |                                                  |                                                  |

## Ecossistema
A serra da Mantiqueira integra o ecossistema da mata Atlântica e mata de Araucárias, apresentando manchas remanescentes dessas matas bem como campos de altitude em seus picos mais elevados. Aliado a isso, uma vasta fauna nativa ainda pode ser encontrada nela, da qual podemos citar: veado campeiro, lobo-guará, onça parda, cachorro-vinagre, jaguatirica, paca, bugio, macaco-sauá, macaco-prego, tucano, esquilo, ouriço-caixeiro,onça-pintada e também nela se formou a raça canina pastor-da-mantiqueira.